# Borbacha carneata
Borbacha carneata là một loài bướm đêm trong họ Geometridae.